# クリスティン・スチュワート
クリスティン・ガイリン・ハリス・スチュワート（Christin Gaylin Harris Stewart, 1993年12月10日 - ）は、アメリカ合衆国ジョージア州アトランタ出身のプロ野球選手（外野手）。右投左打。MLBのボストン・レッドソックス傘下所属。

## 経歴

### プロ入りとタイガース時代
2015年のMLBドラフト1巡目追補（全体34位）でデトロイト・タイガースから指名され、プロ入り。契約後、傘下のルーキー級ガルフ・コーストリーグ・タイガースでプロデビュー。A-級コネチカット・タイガース、A級ウェストミシガン・ホワイトキャップスでもプレーし、3球団合計で71試合に出場して打率.285、10本塁打、44打点、5盗塁を記録した。
2016年はA+級レイクランド・フライングタイガースとAA級エリー・シーウルブズでプレーし、2球団合計で128試合に出場して打率.255、30本塁打、87打点、3盗塁を記録した。また、7月にはオールスター・フューチャーズゲームのアメリカ合衆国選抜に選出された。オフにはアリゾナ・フォールリーグに参加し、ソルトリバー・ラフターズに所属した。
2017年はAA級エリーでプレーし、136試合に出場して打率.256、28本塁打、86打点、3盗塁を記録した。
2018年、マイナーではルーキー級ガルフ・コーストリーグ・タイガース（ウェスト及びイースト）、AAA級トレド・マッドヘンズでプレーし、3球団合計で125試合に出場して打率.263、25本塁打、80打点を記録した。9月9日にメジャー契約を結んでアクティブ・ロースター入りし、同日のセントルイス・カージナルス戦でメジャーデビュー。この年メジャーでは17試合に出場して打率.267、2本塁打、10打点を記録した。
2019年は3月28日のトロント・ブルージェイズとの開幕戦に「6番左翼」で先発出場すると、延長10回表に勝ち越し2ランを放ち勝利に貢献。その後も故障離脱があったもののスタメンに定着し、104試合に出場して打率.233、10本塁打、40打点を記録した。
2020年は36試合に出場して打率.167、3本塁打、9打点を記録した。
2021年4月1日にDFAとなり、6日にマイナー契約となった。この年はAAA級トレドで89試合に出場し、打率.254、21本、58打点の成績を残したが、メジャー昇格の機会はなかった。オフの11月7日にFAとなった。

### レッドソックス傘下時代
2021年12月1日にボストン・レッドソックスとマイナー契約を結んだ。

## 詳細情報

### 年度別打撃成績
| 年 度    | 球 団    | 試 合 | 打 席 | 打 数 | 得 点 | 安 打 | 二 塁 打 | 三 塁 打 | 本 塁 打 | 塁 打 | 打 点 | 盗 塁 | 盗 塁 死 | 犠 打 | 犠 飛 | 四 球 | 敬 遠 | 死 球 | 三 振 | 併 殺 打 | 打 率 | 出 塁 率 | 長 打 率 | O P S |
| -------- | -------- | ----- | ----- | ----- | ----- | ----- | -------- | -------- | -------- | ----- | ----- | ----- | -------- | ----- | ----- | ----- | ----- | ----- | ----- | -------- | ----- | -------- | -------- | ----- |
| 2018     | DET      | 17    | 72    | 60    | 7     | 16    | 1        | 1        | 2        | 25    | 10    | 0     | 0        | 0     | 1     | 10    | 0     | 1     | 13    | 1        | .267  | .375     | .417     | .792  |
| 2019     | DET      | 104   | 416   | 369   | 32    | 86    | 25       | 1        | 10       | 143   | 40    | 0     | 1        | 0     | 6     | 34    | 3     | 7     | 103   | 4        | .233  | .305     | .388     | .693  |
| 2020     | DET      | 36    | 99    | 90    | 6     | 15    | 3        | 0        | 3        | 27    | 9     | 0     | 0        | 0     | 1     | 5     | 0     | 2     | 30    | 2        | .167  | .224     | .300     | .524  |
| MLB：3年 | MLB：3年 | 157   | 587   | 519   | 45    | 117   | 29       | 2        | 15       | 195   | 59    | 0     | 1        | 0     | 8     | 49    | 3     | 10    | 146   | 7        | .225  | .300     | .376     | .676  |

- 2020年度シーズン終了時

### 年度別守備成績
| 年 度 | 球 団 | 左翼（LF） | 左翼（LF） | 左翼（LF） | 左翼（LF） | 左翼（LF） | 左翼（LF） |
| 年 度 | 球 団 | 試 合      | 刺 殺      | 補 殺      | 失 策      | 併 殺      | 守 備 率   |
| ----- | ----- | ---------- | ---------- | ---------- | ---------- | ---------- | ---------- |
| 2018  | DET   | 15         | 41         | 0          | 2          | 0          | .953       |
| 2019  | DET   | 89         | 133        | 2          | 5          | 1          | .964       |
| 2020  | DET   | 32         | 40         | 3          | 0          | 0          | 1.000      |
| MLB   | MLB   | 136        | 214        | 5          | 7          | 1          | .969       |

- 2020年度シーズン終了時

### 記録
MiLB
- オールスター・フューチャーズゲーム選出：1回（2016年）

### 背番号
- 14（2018年 - 2020年）